# کریستین نیگارد
کریستین نیگارد (به انگلیسی: Kristen Nygaard)؛ زاده ۲۷ اوت ۱۹۲۶ درگذشته ۱۰ اوت ۲۰۰۲) یک دانشمند در زمینه علوم رایانه اهل نروژ بود. وی همراه با اوله-یوهان دال پدر سیمولا و برنامه‌نویسی شیءگرا شناخته می‌شود.
وی همچنین برنده جوایزی همچون جایزه تورینگ شده است.

## اوایل زندگی و حرفه
نیگارد در اسلو به دنیا آمد و مدرک کارشناسی ارشد خود را در رشته ریاضیات در دانشگاه اسلو در سال ۱۹۶۵ دریافت کرد.
نیگارد از سال ۱۹۴۸ تا ۱۹۶۰ به طور تمام وقت در مؤسسه تحقیقات دفاعی نروژ در زمینه رایانش و برنامه‌نویسی (۱۹۴۸-۱۹۵۴) و تحقیقات عملیاتی (۱۹۵۲-۱۹۶۰) کار کرد.
وی از سال ۱۹۵۷ تا ۱۹۶۰ رئیس اولین گروه‌های تحقیقات عملیاتی در سازمان دفاعی نروژ بود. او یکی از بنیانگذاران و اولین رئیس انجمن تحقیقات عملیاتی نروژ (۱۹۵۹-۱۹۶۴) بود. در سال ۱۹۶۰، او توسط مرکز محاسباتی نروژ (NCC) استخدام شد که مسئول ایجاد NCC به عنوان یک موسسه تحقیقاتی در دهه ۱۹۶۰ بود و در سال ۱۹۶۲ مدیر تحقیقات آن شد.

## برنامه‌نویسی شیءگرا
او با اوله-یوهان دال ایده‌های اولیه، برنامه‌نویسی شیءگرا (OOP) را در دهه ۱۹۶۰ در مرکز محاسباتی نروژ توسعه داد و به عنوان بخشی از سیمولا۱ (۱۹۶۱-۱۹۶۵) و سیمولا۶۷ (۱۹۶۵-۱۹۶۸) زبان‌های برنامه‌نویسی شبیه‌سازی، را تمدید کرده و زیرمجموعه الگول ۶۰ را آغاز کرد.

## حرفه بعدی
در نیمه اول دهه ۱۹۸۰، نیگارد رئیس کمیته راهبری برنامه تحقیقاتی اسکاندیناوی توسعه سیستم و زبان‌های حرفه‌ای (SYDPOL) بود که تحقیقات را با گروه‌های کاری هماهنگ می‌کرد و در توسعه سیستم، تحقیقات زبان و هوش مصنوعی از آن‌ها حمایت می‌کرد.

## جوایز و افتخارات
در ژوئن ۱۹۹۰ دکترای افتخاری را از دانشگاه لوند سوئد دریافت کرد. در ژوئن ۱۹۹۱، او اولین فردی بود که دکترای افتخاری دانشگاه آلبورگ دانمارک را دریافت کرد. او به عضویت آکادمی علوم نروژ درآمد.
در اکتبر ۱۹۹۰، متخصصان رایانه برای مسئولیت اجتماعی، جایزه نوربرت وینر برای مسئولیت اجتماعی و حرفه‌ای را به او اعطا کردند.
در سال ۱۹۹۹، او و اوله-یوهان دال اولین افرادی بودند که جایزه جدید رزینگ را برای دستاوردهای حرفه‌ای و استثنایی توسط انجمن داده‌های نروژ دریافت کردند.
در ژوئن ۲۰۰۰، او جایزه افتخاری را برای "منشاء مفاهیم فناوری شی" توسط گروه مدیریت شیء، یک گروه استانداردهای فنی برای شیءگرایی، که چندین استاندارد سازمان بین‌المللی استانداردسازی (ISO) را حفظ می‌کند، دریافت کرد.
در نوامبر ۲۰۰۱، مؤسسه مهندسان برق و الکترونیک (IEEE) به نیگارد و دال مدال IEEE جان فون نویمان را "برای معرفی مفاهیم زیربنایی برنامه‌نویسی شیءگرا از طریق طراحی و اجرای سیمولا۶۷" اعطا کرد.
در فوریه ۲۰۰۲، یک بار دیگر به همراه اوله-یوهان دال، جایزه تورینگ ۲۰۰۱ توسط انجمن ماشین‌های حسابگر (ACM) به او اعطا شد.
در اوت ۲۰۰۰، توسط پادشاه وقت نروژ هارالد پنجم، به او نشان سنت اولاف داده شد.

## فعالیت‌های دیگر
در سال‌های ۱۹۸۴ و ۱۹۸۵، نیگارد رئیس کمیته انفورماتیک دانشگاه اسلو بود و در طراحی توسعه تحقیقات، آموزش و امکانات محاسباتی و ارتباطی در تمام دانشکده‌های دانشگاه فعال بود. 
او اولین رئیس کمیته حفاظت از انجمن محیط زیست نروژی برای حفاظت از طبیعت بود. او برای چندین سال مشغول اداره یک مؤسسه اجتماعی تجربی بود و راه‌های جدیدی را برای ایجاد شرایط زندگی انسانی برای الکلی‌های طرد شده اجتماعی امتحان می‌کرد.
نیگارد فردی فعال در سیاست نروژ بود.

## زندگی شخصی
کریستن نیگارد در سال ۱۹۵۱ با یوهانا نیگارد ازدواج کرد. او در آژانس نروژی برای کمک به کشورهای در حال توسعه کار می‌کرد. او چندین سال در پشتیبانی اداری از متخصصان شاغل در شرق آفریقا مشغول به کار بود. آنها سه فرزند و هفت نوه داشتند.
نیگارد در سال ۲۰۰۲ بر اثر حمله قلبی درگذشت.